# 東美深駅

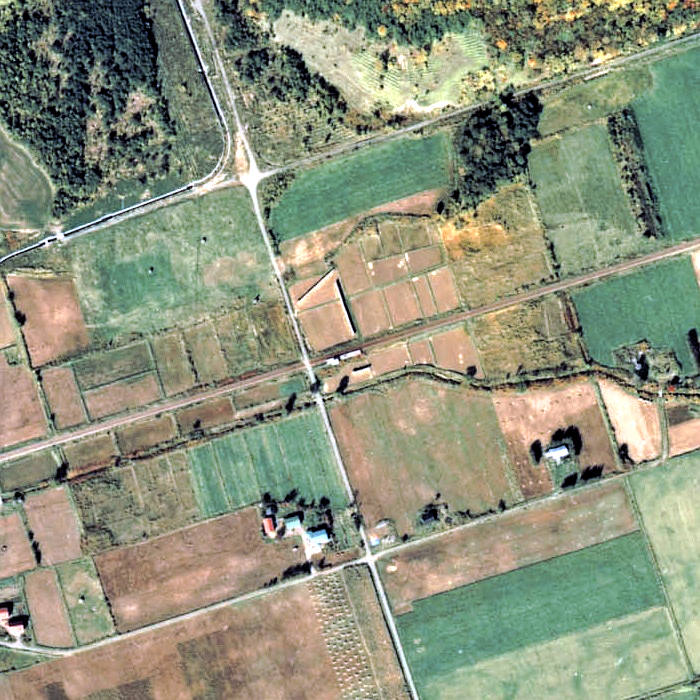
駅周辺を写した航空写真。画像中央が東美深駅、左方向が美深駅方面、右方向が仁宇布駅方面。1977年度撮影。

東美深駅（ひがしびふかえき）は、北海道中川郡美深町字美深にあった日本国有鉄道（国鉄）美幸線の駅（廃駅）である。事務管理コードは▲122702。

## 歴史
- 1964年（昭和39年）10月5日 - 日本国有鉄道美幸線美深駅 - 仁宇布駅間開通に伴い開業[1][3][4]。旅客のみ取扱いの無人駅[5]。
- 1985年（昭和60年）9月17日 - 美幸線の廃線に伴い廃止となる[1]。

### 駅名の由来
「美深」の「東」に位置することから。

## 駅構造
廃止時点で、単式ホーム1面1線を有する地上駅であった。ホームは線路の南側（仁宇布方面に向かって右手側）に存在した。開業時からの無人駅で駅舎はないが、ホーム西側に待合室を有した。

## 利用状況
乗車人員の推移は以下のとおり。年間の値のみ判明している年については、当該年度の日数で除した値を括弧書きで1日平均欄に示す。乗降人員のみが判明している場合は、1/2した値を括弧書きで記した。
| 年度               | 乗車人員 | 乗車人員 | 出典  | 備考 |
| 年度               | 年間     | 1日平均  | 出典  | 備考 |
| ------------------ | -------- | -------- | ----- | ---- |
| 1978年（昭和53年） |          | 18       | [ 8 ] |      |

## 駅周辺
- 名士バス「5線東5号」停留所

## 駅跡
2000年（平成12年）時点で河川改修の工事現場となっており2011年（平成23年）時点で遺構は全く残っていない。

## 隣の駅
日本国有鉄道
美幸線
美深駅 - 東美深駅 - 辺渓駅